# Marrangaroo
Marrangaroo – miasto w Australii, w stanie Nowa Południowa Walia.